# DFK - Verband für Fach- und Führungskräfte
Der DFK - Verband für Fach- und Führungskräfte e. V. ist ein Bundesverband von Fachkräften und Führungskräften verschiedener Branchen der deutschen Industrie mit ca. 20.000 Mitgliedern im Verbandsnetzwerk. Er berät und vertritt u. a. leitende Angestellte im Sinne des § 5 Abs. 3 des Betriebsverfassungsgesetzes (BetrVG), sowie Fach- und Führungskräfte in arbeits- und sozialrechtlicher Hinsicht, sowie bei beruflichen Fragen. Der DFK berät weiterhin eine Vielzahl von Sprecherausschüssen, also die Interessenvertretung der leitenden Angestellten in den Unternehmen, damit diese ihre Informations- und Beratungsrechte im Wege des Mitwirkungsrechts wahrnehmen können.
Aufgabe des DFK ist es darüber hinaus, die gemeinsamen beruflichen, wirtschaftlichen und gesellschaftspolitischen Interessen seiner Mitglieder in den Unternehmen, gegenüber der Politik und in der Öffentlichkeit wahrzunehmen. In diesem Zusammenhang ist er bei nationalen und europäischen Gremien akkreditiert, z. B. bei der Europäischen Kommission im Transparenz-Register.
Die Mitglieder sind als außertarifliche oder Leitende Angestellte und als Unternehmensorgane in Schlüsselpositionen der deutschen Wirtschaft tätig. Dabei deckt der Verband alle Branchen ab. Im Schwerpunkt sind die Mitglieder in der Energiewirtschaft, dem Autoherstellungs- und -zulieferbereich, der Luftfahrt, Logistik, der Metall- und Elektroindustrie, der Stahlindustrie, dem Bergbau, in Banken, Versicherern und Handel tätig. Die Hauptgeschäftsstelle des DFK ist seit den 1960er-Jahren Essen.

## Geschichte
Der DFK geht auf die Gründung von Berufsverbänden nach dem Ersten Weltkrieg zurück. Politische Unruhen und gewalttätige Auseinandersetzungen in den Betrieben führten in der Nachkriegszeit zur Schaffung eigener Organisationen der Führungskräfte. Am 22. Dezember 1918 wurde die Vela, die Vereinigung der leitenden Angestellten in Handel und Industrie gegründet. Am 30. März 1919 folgte der VoB, der Verband oberer Bergbeamter e. V. In der Zeit des Nationalsozialismus wurden die Verbände 1933 aufgelöst und ihr Vermögen der deutschen Arbeitsfront übereignet. Nach dem Zweiten Weltkrieg lebten die Verbände wieder auf.
Außerdem erfolgten Neugründungen, so unter anderem im Stahlbereich mit dem VOE und späteren VFE, in der Metall- und Elektroindustrie (VFME) und in der Bauwirtschaft (FdBau). In mehreren Fusionsschritten – der letzte im Jahre 2003 – schlossen sich all diese Verbände mit Ausnahme der Chemiker zum jetzigen Verband „Die Führungskräfte e. V.“ zusammen. Dies geschah vor dem Hintergrund einer effizienteren Interessenvertretung. Im Jahr 2019 nannte sich der Verband in „DFK - Verband für Fach- und Führungskräfte“ um.

## Aufbau und Organisation
Der Verband wird von einem hauptamtlich besetzten Vorstand geleitet, der sich aktuell aus Michael Krekels als Vorstandsvorsitzenden und Nils Schmidt als Vorstandsmitglied zusammensetzt. Der Vorstand wird von einem ehrenamtlichen Aufsichtsrat eingesetzt und beraten, der vom Beirat für drei Jahre gewählt wird.
Die Verbandsgeschäfte führen hauptamtliche Mitarbeitende in den Geschäftsstellen in Essen, Hamburg, Berlin und München. Die 17 Regionalgruppen organisieren für die Mitglieder Vortrags- und Netzwerkveranstaltungen, Fortbildungen und Semi- und Webinare sowie Exkursionen.
Einzelne Organisationsstrukturen innerhalb des Verbandes widmen sich speziellen Belangen bestimmter Zielgruppen. Das Spektrum der Netzwerke reicht hier von den Young Professionals für Mitglieder im „Führungsnachwuchs“ über ein Netzwerk für weibliche Führungskräfte (#DFKFrauennetzwerk), dem Netzwerk 60+, dem Netzwerk für Sprecherausschüsse und Aufsichtsräte, dem Netzwerk der Vielfalt bis hin zur Vereinigung der Geschäftsführer (VGF), die sich an die Mitglieder mit Organstellung in einem Unternehmen wendet.

## Interessenvertretung
Der Verband unterstützt seine Mitglieder in Karrierefragen, Vertragsverhandlungen, Fort- und Weiterbildung sowie durch Rechtsberatung. Zu den weiteren Verbandsleistungen gehört die Herausgabe der Zeitschrift „Perspektiven für Führungskräfte“ sowie die regelmäßige Veröffentlichung eines digitalen Newsletters an und für die verschiedenen Netzwerke als auch die Durchführung und Auswertung jährlicher Gehaltsumfragen.
Darüber berät der Verband seit vielen Jahrzehnten die Mitglieder der Gremien der Leitenden Angestellten, die sog. Sprecherausschüsse.
Als Berufsvertretung engagiert sich der Verband in der deutschen und der europäischen Politik und veröffentlicht Stellungnahmen zu politischen Debatten. Der DFK war Mitglied in den europäischen Fachverbänden FECEC – Banken/Finanzen; eTIC – Telekommunikation/Medien; FEDEM – Metall/Stahl; FECER – Bergbau/Energie; FECC – Bau und ist zudem Mitglied im EBD – Netzwerk Europäische Bewegung.

## Verbändenetzwerk
- BF Bahnen – Bundesverband Bayern / Bundesverband Hamburg / Regionalverband Berlin / Regionalverband Hessen
- Bundesverband der Bilanzbuchhalter und Controller e.V. (BVBC)
- Bundesverband Deutscher Volks- und Betriebswirte (bdvb)
- Bundesverband von Fach- und Führungskräften bei Post und Telekom (BFPT)
- Deutsche Post DHL Management Association (DPMA)
- Ethikverband der Deutschen Wirtschaft e.V. (EVW)
- Ingenieure für Kommunikation (IfKom)
- Interessenverband Hessischer Schulleiterinnen und Schulleiter (IHS) – Kreisverbände Kassel und Wetterau
- Verband der Betriebsbeauftragten für Umweltschutz e.V. (VBU)
- Verband der Krankenhausdirektoren Deutschlands (VKD)
- Verband für Sicherheit, Gesundheit und Umweltschutz bei der Arbeit (VDSI)
- Verband Deutscher Wirtschaftsingenieure (VWI)
- Verband der Elektrotechnik Elektronik Informationstechnik e. V. – VDE Landesvertretung NRW
- Management-Vereinigung der BARMER  e.V.[8]

## Belege
1. ↑  Eintrag des Verbandes im Transparenzregister der Europäischen Union
2. ↑  Hromadka: Das Recht der leitenden Angestellten, 1979, S. 114 ff. m.w.N.
3. ↑  Hromadka/Sieg, Sprecherausschussgesetz (SprAuG), Kommentar, 2. Auflage S. 26 ff.
4. 1 2  Hoffknecht, Die leitenden Angestellten im Koalitions- und Arbeitskampfrecht, 1975, S. 14 ff.
5. ↑  Hoffknecht, Die leitenden Angestellten im Koalitions- und Arbeitskampfrecht, 1975, S. 182
6. ↑  Hoffknecht, Die leitenden Angestellten im Koalitions- und Arbeitskampfrecht, 1975, S. 194
7. ↑  VOE 1950 – 1970 S. 9 ff. (Festschrift zum 20-jährigen Bestehen)
8. ↑  Führungskräfte-Netzwerk bei der BARMER. Die Führungskräfte, abgerufen am 19. August 2018.